# Siphonella oscinina
Siphonella oscinina är en tvåvingeart som först beskrevs av Fallen 1820.  Siphonella oscinina ingår i släktet Siphonella och familjen fritflugor. Arten är reproducerande i Sverige. Inga underarter finns listade i Catalogue of Life.